# Hémovigilance
L'hémovigilance est l'ensemble des procédures destinées à assurer la qualité du sang collecté pour les transfusions.
Elle comporte:
- Le signalement de tout effet inattendu ou indésirable lié ou susceptible d'être lié à l'usage thérapeutique des produits sanguins labiles
- Le recueil, la conservation et l'accessibilité des informations relatives à son prélèvement, à sa préparation, à son utilisation ainsi qu'aux effets susmentionnés.
- L'évaluation et l'exploitation de ces informations en vue de prévenir la survenue de tout effet inattendu ou indésirable résultant de l'utilisation thérapeutique des produits sanguins labiles.

## Gestion de l'hémovigilance en France
Dans l'article L. 1221-13 du code de la santé publique issu de l'article 116 de la loi de santé publique, l'hémovigilance est définie comme un « ensemble des procédures de surveillance organisées depuis la collecte du sang et de ses composants jusqu'au suivi des receveurs, en vue de recueillir et d'évaluer les informations sur les effets inattendus ou indésirables résultant de l'utilisation thérapeutique des produits sanguins labiles en vue d'en prévenir l'apparition, ainsi que les informations sur les incidents graves ou inattendus survenus chez les donneurs. L'hémovigilance comprend également le suivi épidémiologique des donneurs. »
Au niveau national, l'ANSM (Agence Française de sécurité du médicament et des produits de santé) anciennement Afssaps (Agence Française de sécurité sanitaire des produits de santé), évalue les effets indésirables, prend les mesures de sécurité sanitaire qui s'imposent et informe les intervenants impliqués dans le réseau. Elle s'appuie sur l'EFS (Établissement Français du Sang), les centres de transfusions sanguines, des coordonnateurs régionaux et sur un réseau de plus de deux mille correspondants locaux représenté par les correspondants d'hémovigilance présents dans chaque établissement de soins susceptible d'utiliser des produits sanguins labiles.